# Festival de Escritores de Praga
El Festival de Escritores de Praga es el encuentro internacional de escritores, poetas, periodistas y editores celebrado anualmente en Praga (República Checa). El objetivo del festival es la discusión de los participantes sobre distintos temas del mundo actual y del mundo literario. El festival es uno de los más importantes eventos culturales de Praga y un evento importante en el mundo de literatura.
Cada año, el festival es visitado por escritores famosos de todo el mundo. Entre ellos: John Banville, Lawrence Ferlinghetti, Salman Rushdie, Irwin Welsh, William Styron, Nadine Goldimer, Michele Houellebecq, Ed Sanders, Yves Bonnefoy o David Grossman.